# Roberto Piazza
Roberto Piazza (Parma, 29 gennaio 1968) è un ex pallavolista e allenatore di pallavolo italiano.

## Carriera
Da pallavolista vanta diversi successi di prestigio malgrado la carriera da centrale sia stata piuttosto breve, divisa tra le giovanili del Maxicono Parma, con cui vinse tre scudetti tra Ragazzi e Juniores, la prima squadra biancoazzurra, con cui si aggiudicò due Coppe delle Coppe e una Supercoppa Europea, ed infine la Filtrotecnica di Piacenza, in Serie B1, con cui ottenne la Coppa Italia di categoria.
Nel 1990, a Parma, iniziò l'attività di assistenza all'allenatore per Bebeto, in A1 e A2; sempre in Emilia fu secondo di Kim Ho Chul, che seguì nell'esperienza alla Sisley Treviso. In Veneto, nel 1997, iniziò il lungo sodalizio professionale con Daniele Bagnoli, che seguì anche alla Dynamo Mosca.
Al termine della stagione 2008-09 è stato ingaggiato dalla Sisley Treviso per la prima volta come capo allenatore e nel marzo 2011 vince a Kedzyerzyn (Polonia) la Coppa CEV; alla conclusione della stagione 2010-11, segnata dalla decisione della famiglia Benetton di abbandonare l'impegno nel volley dall'estate 2012, ha accettato di continuare a guidare la squadra che si è trasferita a Belluno grazie all'ingresso progressivo di una nuova cordata, guidata dal presidente della Pallavolo Belluno, Mario Bez e dall'avvocato Elisabetta Frate.
Viene scelto come capo allenatore della Bre Banca Lanutti Cuneo per la stagione 2012-2013. Nonostante la clamorosa eliminazione ai quarti della Coppa Italia per 3-0 contro la Callipo Sport, raggiunge la Final 4 di Champions League. A Omsk batte lo ZAKSA Kędzierzyn-Koźle al tie break in semifinale ma, sempre al tie-break, viene sconfitto in finale dal Lokomotiv Novosibirsk. In campionato arriva quarto e viene eliminato in semifinale dai futuri campioni del Trentino Volley. Rimane a Cuneo anche nella stagione successiva, l'ultima della squadra prima della mancata iscrizione. Dopo le esperienze in Polonia e in Grecia (dove vince la Coppa di Grecia nel 2016), nell'estate del 2016 diventa capo allenatore del Modena Volley, con cui vince subito la Supercoppa italiana. Il 6 febbraio 2017, con la squadra al quarto posto e a -11 dalla capolista, rescinde consensualmente con la società il suo contratto.
Nell'annata 2017-18 viene ingaggiato dallo Skra Bełchatów, in Polska Liga Siatkówki polacca, con cui vince due supercoppe (2017 e 2018) ed un campionato nazionale.
Nel marzo 2019 viene nominato nuovo selezionatore della nazionale maschile dei Paesi Bassi, con cui conquista il bronzo all'European Golden League. Il 27 giugno 2019 viene nominato nuovo coach della Powervolley Milano, che guida in Superlega per la stagione 2019-20. Il 2 settembre 2024 viene annunciato che non sarà rinnovato il contratto di commissario tecnico della nazionale dei Paesi Bassi. Il 3 settembre 2024 è nominato commissario tecnico della nazionale iraniana.

## Palmarès

### Giovanili
- Campionato italiano Under 17: 2

Parma: 1983-84, 1984-85
- Campionato italiano Under 18: 1

Parma: 1985-86

### Giocatore
- Coppa delle Coppe: 2

Parma: 1987-88, 1988-89
- Supercoppa europea: 1

Parma: 1989

### Vice Allenatore

#### Competizioni nazionali
- Campionato italiano: 9

Parma: 1991-92, 1992-93
Treviso: 1997-98, 1998-99, 2000-01, 2002-03, 2003-04, 2004-05, 2006-07
- Campionato russo: 1

Dinamo Mosca: 2007-08
- Coppa Italia: 5

Parma: 1991-92
Treviso: 1999-00, 2003-04, 2004-05, 2006-07
- Coppa di Russia: 1

Dinamo Mosca: 2008
- Supercoppa italiana: 7

Treviso: 1998, 2000, 2001, 2003, 2004, 2005, 2007

#### Competizioni internazionali
- Coppa dei Campioni/Champions League: 3

Treviso: 1998-99, 1999-00, 2005-06
- Coppa CEV: 4

Parma: 1991-92, 1994-95
Treviso: 1997-98, 2002-03
- Supercoppa europea: 2

Parma: 1990
Treviso: 1999

### Allenatore

#### Competizioni nazionali
- Campionato polacco: 1

Skra Belchatów: 2017-18
- Coppa di Lega: 1

Olympiakos: 2015-16
- Supercoppa italiana: 1

Modena: 2016
- Supercoppa polacca: 2

Skra Belchatów: 2017, 2018

#### Competizioni Internazionali
- Coppa CEV: 1

Treviso: 2010-11
- Challenge Cup: 1

Powervolley Milano: 2020-21

#### Nazionale (competizioni minori)
- European Golden League 2019

#### Premi individuali
- 2012 - Serie A1: Miglior allenatore